# Конлі (Джорджія)
Конлі (англ. Conley) — переписна місцевість (CDP) в США, в окрузі Клейтон штату Джорджія. Населення — 6680 осіб (2020).

## Географія
Конлі розташоване за координатами 33°38′31″ пн. ш. 84°20′16″ зх. д. / 33.64194° пн. ш. 84.33778° зх. д. (33.641843, -84.337832).  За даними Бюро перепису населення США в 2010 році переписна місцевість мала площу 5,03 км², з яких 4,98 км² — суходіл та 0,05 км² — водойми.

## Демографія
Згідно з переписом 2010 року, у переписній місцевості мешкало 6228 осіб у 1966 домогосподарствах у складі 1446 родин. Густота населення становила 1239 осіб/км².  Було 2290 помешкань (456/км²).
Расовий склад населення:
| - 57,6 % — чорних або афроамериканців - 19,7 % — білих - 3,3 % — азіатів - 0,4 % — корінних американців - 16,9 % — осіб інших рас |

До двох чи більше рас належало 2,1 %. Частка іспаномовних становила 23,8 % від усіх жителів.
За віковим діапазоном населення розподілялося таким чином: 31,0 % — особи молодші 18 років, 62,1 % — особи у віці 18—64 років, 6,9 % — особи у віці 65 років та старші. Медіана віку мешканця становила 30,9 року. На 100 осіб жіночої статі у переписній місцевості припадало 97,4 чоловіків;  на 100 жінок у віці від 18 років та старших — 96,0 чоловіків також старших 18 років.
Середній дохід на одне домашнє господарство  становив 38 389 доларів США (медіана — 32 132), а середній дохід на одну сім'ю — 38 929 доларів (медіана — 31 441). За межею бідності перебувало 36,2 % осіб, у тому числі 54,2 % дітей у віці до 18 років та 8,2 % осіб у віці 65 років та старших.
Цивільне працевлаштоване населення становило 1740 осіб. Основні галузі зайнятості: роздрібна торгівля — 15,2 %, освіта, охорона здоров'я та соціальна допомога — 11,1 %, фінанси, страхування та нерухомість — 9,5 %, мистецтво, розваги та відпочинок — 9,2 %.